# The Self-Titled Tour (Dua Lipa)
The Self-Titled Tour (En español, El Tour Autotitulado, haciendo un guiño al álbum homonónimo Dua Lipa) es la tercera gira oficial de conciertos de la cantante albanobritánica Dua Lipa. La gira apoya su álbum de debut de estudio Dua Lipa. La gira comenzó el 5 de octubre de 2017, en Brighton, Inglaterra, y concluyó el 24 de abril de 2018, en Estocolmo, Suecia.

## Antecedentes
El 12 de mayo de 2017, tres semanas antes del lanzamiento de su álbum debut, Dua Lipa anunció la primera etapa de las fechas, que consta de 20 fechas de gira a través de Europa. El 12 de septiembre de 2017 se agregaron otras fechas en América del Norte, así como dos fechas en América del Sur. Después de que los boletos salieron a la venta, en Norteamérica rápidamente agotaron, incitando a varias mejoras de los lugares para mayor aforo y fechas adicionales que fueron agregadas. Tras el éxito comercial del sencillo «New Rules», el 25 de septiembre de 2017 se añadieron otras fechas en el Reino Unido con mayor capacidad. En octubre, fue confirmada la parada australiana de la gira, pasando por Melbourne y Sídney. Asimismo, la fecha prevista en Estocolmo fue reprogramada debido a problemas de la artista, reprogramando el concierto como último concierto de la gira y en un recinto con mayor capacidad, dando lugar a que la gira no finalice en el Reino Unido, sino que será en Suecia.

## Repertorios
Repertorio 1
1. «Hotter than Hell»
2. «Dreams»
3. «No Lie»
4. «Lost in Your Light»
5. «Garden»
6. «Last Dance»
7. «IDGAF»
8. «Blow Your Mind (Mwah)»
9. «Thinking 'Bout You»
10. «New Love»
11. «Genesis»
12. «No Goodbyes»
13. «Scared to Be Lonely»
14. «Begging»
15. «Homesick»
16. «Be the One»
17. «New Rules»

Repertorio 2
1. «Blow Your Mind (Mwah)»
2. «Dreams»
3. «No Lie»
4. «My Love»
5. «Lost In Your Light»
6. «High»
7. «Garden»
8. «Last Dance»
9. «Be The One»
10. «Thinking 'Bout You»
11. «New Love»
12. «Genesis»
13. «Bad Together»
14. «Scared to be Lonely»
15. «Homesick»
16. «No Goodbyes»
17. «Hotter than Hell»
18. «Begging»
19. «IDGAF»
20. «New Rules»
21. «One Kiss» (como canción sorpresa)

## Fechas
| Fecha                   | Ciudad             | País                   | Lugar                      | Espectadores    | Recaudación |
| Europa                  | Europa             | Europa                 | Europa                     | Europa          | Europa      |
| ----------------------- | ------------------ | ---------------------- | -------------------------- | --------------- | ----------- |
| 5 de octubre de 2017    | Brighton           | Reino Unido            | Brighton Dome              |                 |             |
| 6 de octubre de 2017    | Bournemouth        | Reino Unido            | O2 Academy Bournemouth     |                 |             |
| 8 de octubre de 2017    | Leeds              | Reino Unido            | O2 Academy Leeds           |                 |             |
| 10 de octubre de 2017   | Mánchester         | Reino Unido            | Manchester Academy         |                 |             |
| 11 de octubre de 2017   | Glasgow            | Reino Unido            | O2 Academy Glasgow         |                 |             |
| 13 de octubre de 2017   | Newcastle          | Reino Unido            | O2 Academy Newcastle       |                 |             |
| 14 de octubre de 2017   | Birmingham         | Reino Unido            | O2 Academy Birmingham      |                 |             |
| 17 de octubre de 2017   | París              | Francia                | YOYO                       |                 |             |
| 19 de octubre de 2017   | Múnich             | Alemania               | Backstage Werk             |                 |             |
| 20 de octubre de 2017   | Fráncfort del Meno | Alemania               | Batschkapp                 |                 |             |
| 21 de octubre de 2017   | Esch-sur-Alzette   | Luxemburgo             | Rockhal                    |                 |             |
| 24 de octubre de 2017   | Colonia            | Alemania               | Live Music Hall            |                 |             |
| 25 de octubre de 2017   | Berlín             | Alemania               | Astra Kulturhaus           |                 |             |
| 27 de octubre de 2017   | Hamburgo           | Alemania               | Docks                      |                 |             |
| 29 de octubre de 2017   | Oslo               | Noruega                | Rockefeller                |                 |             |
| 1 de noviembre de 2017  | Copenhague         | Dinamarca              | Amagerbro Station          |                 |             |
| 3 de noviembre de 2017  | Amberes            | Bélgica                | Lotto Arena                |                 |             |
| 5 de noviembre de 2017  | Ámsterdam          | Países Bajos           | AFAS Live                  |                 |             |
| 6 de noviembre de 2017  | Londres            | Reino Unido            | O2 Academy Brixton         |                 |             |
| América del Sur         |                    |                        |                            |                 |             |
| 9 de noviembre de 2017  | São Paulo          | Brasil                 | Audio Club                 |                 |             |
| 13 de noviembre de 2017 | Buenos Aires       | Argentina              | Teatro Vorterix            | 1500            |             |
| América del Norte       |                    |                        |                            |                 |             |
| 19 de noviembre de 2017 | Ciudad de México   | México                 | Festival Corona Capital    |                 |             |
| 20 de noviembre de 2017 | Boston             | Estados Unidos         | House of Blues Boston      |                 |             |
| 22 de noviembre de 2017 | Toronto            | Canadá                 | Rebel                      |                 |             |
| 23 de noviembre de 2017 | Montreal           | Canadá                 | Métropolis                 |                 |             |
| 24 de noviembre de 2017 | Nueva York         | Estados Unidos         | Hammerstein Ballroom       |                 |             |
| 26 de noviembre de 2017 | Chicago            | Estados Unidos         | Aragon Ballroom            |                 |             |
| 28 de noviembre de 2017 | Silver Spring      | Estados Unidos         | The Fillmore Silver Spring |                 |             |
| 30 de noviembre de 2017 | Nashville          | Estados Unidos         | The Cannery Ballroom       |                 |             |
| 2 de diciembre de 2018  | San José           | Estados Unidos         | SAP Center                 |                 |             |
| 5 de diciembre de 2018  | Albany             | Estados Unidos         | Palace Theatre             |                 |             |
| Europa                  |                    |                        |                            |                 |             |
| 9 de diciembre de 2017  | Londres            | Reino Unido            | The O2 Arena               |                 |             |
| América del Norte       |                    |                        |                            |                 |             |
| 13 de diciembre de 2017 | Milwaukee          | Estados Unidos         | The Rave/Eagles Club       |                 |             |
| 14 de diciembre de 2017 | Columbus           | Estados Unidos         | Express Live               |                 |             |
| 15 de diciembre de 2017 | Detroit            | Estados Unidos         | The Fillmore Detroit       |                 |             |
| 30 de enero de 2018     | Montreal           | Canadá                 | M Telus                    |                 |             |
| 2 de febrero de 2018    | Dallas             | Estados Unidos         | South Side Ballroom        |                 |             |
| 3 de febrero de 2018    | Houston            | Estados Unidos         | Revention Music Center     |                 |             |
| 5 de febrero de 2018    | Denver             | Estados Unidos         | Ogden Theatre              |                 |             |
| 6 de febrero de 2018    | Salt Lake City     | Estados Unidos         | The Depot                  |                 |             |
| 8 de febrero de 2018    | Los Ángeles        | Estados Unidos         | Hollywood Palladium        |                 |             |
| 9 de febrero de 2018    | Phoenix            | Estados Unidos         | The Van Buren              |                 |             |
| 10 de febrero de 2018   | San Diego          | Estados Unidos         | House of Blues             |                 |             |
| 12 de febrero de 2018   | Los Ángeles        | Estados Unidos         | Hollywood Palladium        |                 |             |
| 13 de febrero de 2018   | San Francisco      | Estados Unidos         | The Masonic                |                 |             |
| 15 de febrero de 2018   | Portland           | Estados Unidos         | Roseland Theater           |                 |             |
| 16 de febrero de 2018   | Vancouver          | Canadá                 | Vogue Theatre              |                 |             |
| 17 de febrero de 2018   | Seattle            | Estados Unidos         | The Showbox                |                 |             |
| Asia                    |                    |                        |                            |                 |             |
| 24 de febrero de 2018   | Abu Dhabi          | Emiratos Árabes Unidos | du Forum                   |                 |             |
| Oceanía                 |                    |                        |                            |                 |             |
| 12 de marzo de 2018     | Melbourne          | Australia              | Palais Theatre             |                 |             |
| 21 de marzo de 2018     | Sídney             | Australia              | Big Top                    |                 |             |
| Europa                  |                    |                        |                            |                 |             |
| 9 de abril de 2018      | Dublín             | Irlanda                | Olympia Theatre            |                 |             |
| 10 de abril de 2018     | Dublín             | Irlanda                | Olympia Theatre            |                 |             |
| 12 de abril de 2018     | Glasgow            | Reino Unido            | SSE Hydro                  | 12.658 / 12.693 | $449,111    |
| 14 de abril de 2018     | Mánchester         | Reino Unido            | O2 Apollo Manchester       |                 |             |
| 15 de abril de 2018     | Mánchester         | Reino Unido            | O2 Apollo Manchester       |                 |             |
| 17 de abril de 2018     | Birmingham         | Reino Unido            | Genting Arena              |                 |             |
| 18 de abril de 2018     | Cardiff            | Reino Unido            | Motorpoint Arena Cardiff   |                 |             |
| 20 de abril de 2018     | Londres            | Reino Unido            | Alexandra Palace           |                 |             |
| 24 de abril de 2018     | Stockholm          | Suecia                 | Annexet                    |                 |             |

Notas
1. ↑  Este concierto forma parte de KMVQ-FM-99.7 Now!'s Poptopia
2. ↑  Este concierto forma parte de WFLY 92.3's Not So Silent Night.
3. ↑  Este concierto forma parte de Capital's Jingle Bell Ball.
4. ↑  Este concierto forma parte de 103.7 KISS-FM's KISSmas Bash.
5. ↑  Este concierto forma parte de 103.7 Dave & Jimmy's Jingle Jam.
6. ↑  Este concierto forma parte de 98-7 AMP Radio Concert.

## Conciertos cancelados o reprogramados
| Fecha                 | Ciudad, País      | Lugar             | Motivo                                                                                             |
| --------------------- | ----------------- | ----------------- | -------------------------------------------------------------------------------------------------- |
| 30 de octubre de 2017 | Stockholm, Suecia | Münchenbryggeriet | Reprogramado para abril del 2018, por problemas de la artista y en un recinto con mayor capacidad. |